# Nicolaea fabulla
Nicolaea fabulla is een vlinder uit de familie van de Lycaenidae. De wetenschappelijke naam van de soort werd als Thecla fabulla in 1868 gepubliceerd door William Chapman Hewitson.

## Synoniemen
- Strymon carmencitae Le Crom & Johnson, 1997